# قلعة هونين
قلعة هونين هي قلعة صليبية في بلدة هونين الفلسطينية المحتلة. وتسمى القلعة أيضا قلعة كاستل نوف.

## تاريخ القلعة
وصفها الرحالة العربي ابن جبير الذي مر بالمنطقة سنة 1183 تقريباً:«بأنها حصن لا يزال في يد الفرنجة». وقد استسلم حماة القلعة لصلاح الدين الأيوبي في أواخر سنة 1187. إلا إن الصليبين عادوا فاحتلوها في سنة 1240, إلى أن طردهم منها آخر مرة السلطان المملوكي بيبرس في سنة 1266. وذكر ياقوت الحموي (توفي سنة 1229 ) هونين باعتبارها قرية في جبال عاملة (جبل عامل اليوم) كشرفة على الحولة كما أن الدمشقي (توفي سنة 1327) أتى إلى ذكر قلعة هونين التي كانت قصبة ناحية فيها قرى عدة.
في أواخر القرن التاسع عشر، وصف الرحالة هونين بأنها قرية مبنية بالحجارة، مضمومة إلى قلعة صليبية خربة.
1. 1 2  مذكور في: خادم الأسماء الجغرافية (GNS). تاريخ النشر: 11 يونيو 2018. معرف ميزة  GNS: -780188.